# 数据缺乏
数据缺乏（Data Deficient，DD）是世界自然保护联盟等机构及个人对保护状况的一个分类。其为当一个物种的已知訊息不足以对其保护状况进行正确评估时所用的一个分类标记。这并不一定意味着该物种没有得到广泛的研究；但可以肯定的是，关于该物种数量及分布的资料极少或根本没有。世界自然保护联盟认为，在将某个物种评断为数据缺乏时应十分的谨慎，以避免该物种记录的缺乏实际上是由于该物种的数量已非常的稀少导致的：“如果怀疑一个类群的分布范围相对局限，如果从该类群的最后记录算起已过去了相当一段时间，那么其已受到威胁也是合理的”。